# Късокрак гущер
Късокракият гущер (Ablepharus kitaibelii) е вид дребен гущер от семейство Сцинкови (Scincidae), разпространен в Югоизточна Европа и Близкия изток, включително и в България. Достига дължина около 15 cm. Краката му са къси и при нужда от бързо придвижване ги притиска към тялото си и се движи като змия с извивки на цялото тяло. На цвят е медночервен, по-тъмен отстрани. Клепачите са неподвижни.

## Разпространение и биотоп
Късокракият гущер се среща в по-голямата част от Балканския полуостров до Босна на запад и южните части на Румъния на север. Разпространен е и по островите в Източното Средиземноморие и Близкия изток от Синайския полуостров до Сирия и Армения. Среща се и в област в Унгария и Южна Словакия, изолирана от останалия ареал. В България е разпространен в отделни откъснати популации в по-голямата част от страната на надморска височина до 1100 m.
Късокракият гущер предпочита сухи слънчеви тревисти местности с редки храсти или дървета.

## Начин на живот
Късокракият гущер е активен по здрач, когато лови насекоми, паякообразни и дребни охлюви. Живее главно на земята и не обича да се катери. При сухо и горещо време се крие под камъни и опадали листа. Женските снасят по 2 до 4 яйца с диаметър около 5 mm.